# Folia gracilis
Folia gracilis är en ryggsträngsdjursart som beskrevs av Lúcia Garcez Lohmann 1892. Folia gracilis ingår i släktet Folia och familjen lysgroddar. Inga underarter finns listade i Catalogue of Life.